# Tournai
Tournai (neerlandeză Doornik, germană Dornick, flamandă: Dornijk, latină Tornacum) este un oraș francofon din regiunea Valonia din Belgia. La 1 ianuarie 2008 orașul avea o populație totală de 68.193 locuitori. 
Catedrala din Tournai a fost inclusă pe lista patrimoniului cultural mondial UNESCO.

## Geografie
Comuna actuală Tournai a fost formată în urma unei reorganizări teritoriale în anul 1977, prin înglobarea într-o singură entitate a 30 comune învecinate. Suprafața totală a comunei este de 213,75 km², fiind comuna belgiană care ocupă cea mai mare suprafață. Comuna este subdivizată în secțiuni, ce corespund aproximativ cu fostele comune de dinainte de 1977. Acestea sunt:
| - I. Tournai - II. Chercq - III. Saint-Maur - IV. Ere - V. Willemeau - VI. Froidmont - VII. Orcq - VIII. Marquain - IX. Esplechin - X. Lamain - XI. Hertain - XII. Blandain - XIII. Templeuve - XIV. Ramegnies-Chin - XV. Froyennes | - XVI. Kain - XVII. Mont-Saint-Aubert - XVIII. Mourcourt - XIX. Rumillies - XX. Warchin - XXI. Havinnes - XXII. Melles - XXIII. Quartes - XXIV. Thimougies - XXV. Beclers - XXVI. Maulde - XXVII. Barry - XXVIII. Vezon - XXIX. Gaurain-Ramecroix - XXX. Vaulx |  |

Localitățile limitrofe sunt:
| În Belgia: | În Belgia: | În Franța: |
| - Comuna Estaimpuis: - a. Néchin - b. Bailleul - Comuna Pecq: - c. Esquelmes - d. Obigies - Comuna Celles: - e. Molenbaix - f. Velaines - g. Popuelles - Comuna Frasnes-lez-Anvaing: - h. Forest - i. Montrœul-au-Bois - j. Herquegies - Comuna Leuze-en-Hainaut: - k. Thieulain - l. Gallaix - m. Pipaix | - Comuna Péruwelz: - n. Baugnies - o. Wasmes-Audemez-Briffœil - Comuna Antoing: - p. Maubray - q. Fontenoy - r. Antoing - s. Calonne - t. Bruyelle - Comuna Brunehaut: - u. Hollain - v. Jollain-Merlin - w. Wez-Velvain - x. Guignies - Comuna Rumes: - y. Taintignies - z. Rumes | - aa. Bachy - ab. Wannehain - ac. Camphin-en-Pévèle - ad. Baisieux - ae. Willems - af. Sailly-lez-Lannoy - ag. Toufflers |

## Localități înfrățite
- Franța: Villeneuve d'Ascq;
- Franța: Troyes;
- Bolivia: Tarija.

## Ref
1. ↑  Crossroad Bank of Enterprises